# 広島イースト
広島イースト（ひろしまイースト）は、広島県広島市南区段原南にある、複合商業施設（オフィス棟・ショッピングセンター・シネマコンプレックス）である。広島イーストビルとも呼ばれている。
この項目では、広島イースト商業棟に入居していた商業施設、『広島サティ』、後継商業施設『広島段原ショッピングセンター』、商業棟内にあるシネマコンプレックス『イオンシネマ広島』についても合わせて記述する。

## 概要
高さ88m、地上19階・塔屋2階・地下1階の超高層建築物の『オフィス棟』、地上7階地下1階の『商業棟』、地上9階地下1階の『駐車場棟』で構成される複合商業施設である。
段原再開発の核となる事業として、1989年（平成元年）に安芸郡坂町に移転した『広島女子商業高等学校』の跡地に『広島イースト』は建てられた。
『広島イースト』は、家主でもある大手ゼネコンの鹿島建設が1996年（平成9年）8月より建設開始。商業棟は1997年（平成9年）10月に、オフィス棟は1998年（平成10年）4月に竣工した。
建設当時、『広島イースト』は鹿島建設にとっても、『東京イースト21』に次ぐ大規模な再開発事業とされていた。
段原再開発の関連で、前年の1990年（平成2年）に鶴見橋が、1993年（平成5年）に比治山トンネルが完成し平和大通りと直結。
段原を南北に縦断する道路も完成した事で、広島イースト開業の時点で交通の便は改善された。
また商業棟2階には、地域の交流の為に市民ギャラリーが設けられた。
段原東部土地区画整理事業の施行に伴い、段原公民館は2013年11月まで霞団地の一角に設けられた仮設のプレハブ小屋に仮移転していたが、その間は施設の一部としても活用されていた。
さらに商業棟3階の一角には緑地スペースが設けられ、抜けた所にある動く歩道の比治山スカイウォークで、比治山と直結している。
スカイウォークは広島イーストと比治山地区の一体化目的の他に、広島市現代美術館や広島市立まんが図書館などの整備で、比治山内の駐車場の不足が懸念され、広島イースト内に整備された駐車場で補完する目的も兼ねて整備された。館内には観光バスも駐車出来るスペースが確保してある。
また商業棟閉館時は、店舗外に設けられた階段からスカイウォークを利用する形になっている。

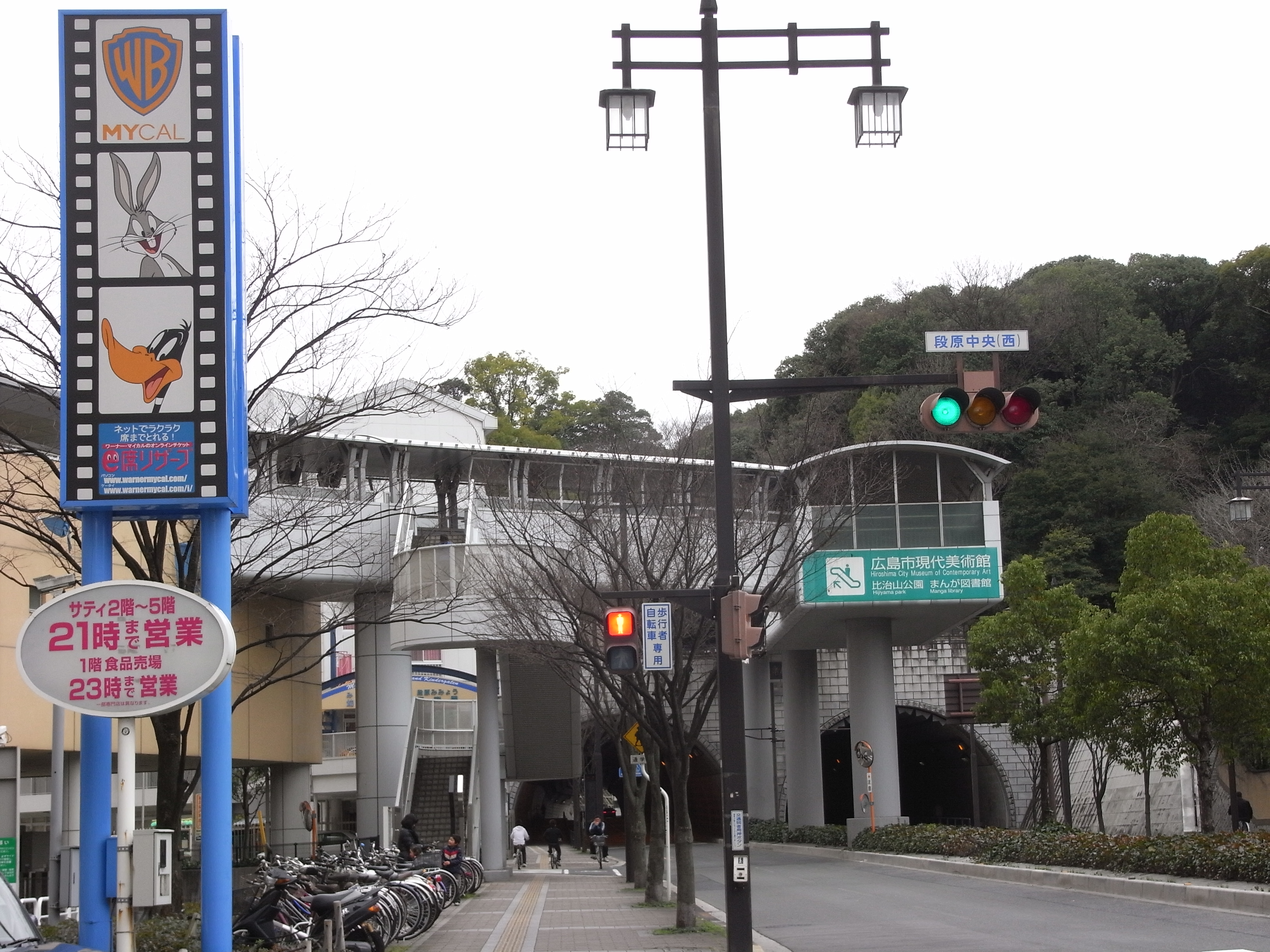
比治山スカイウォーク
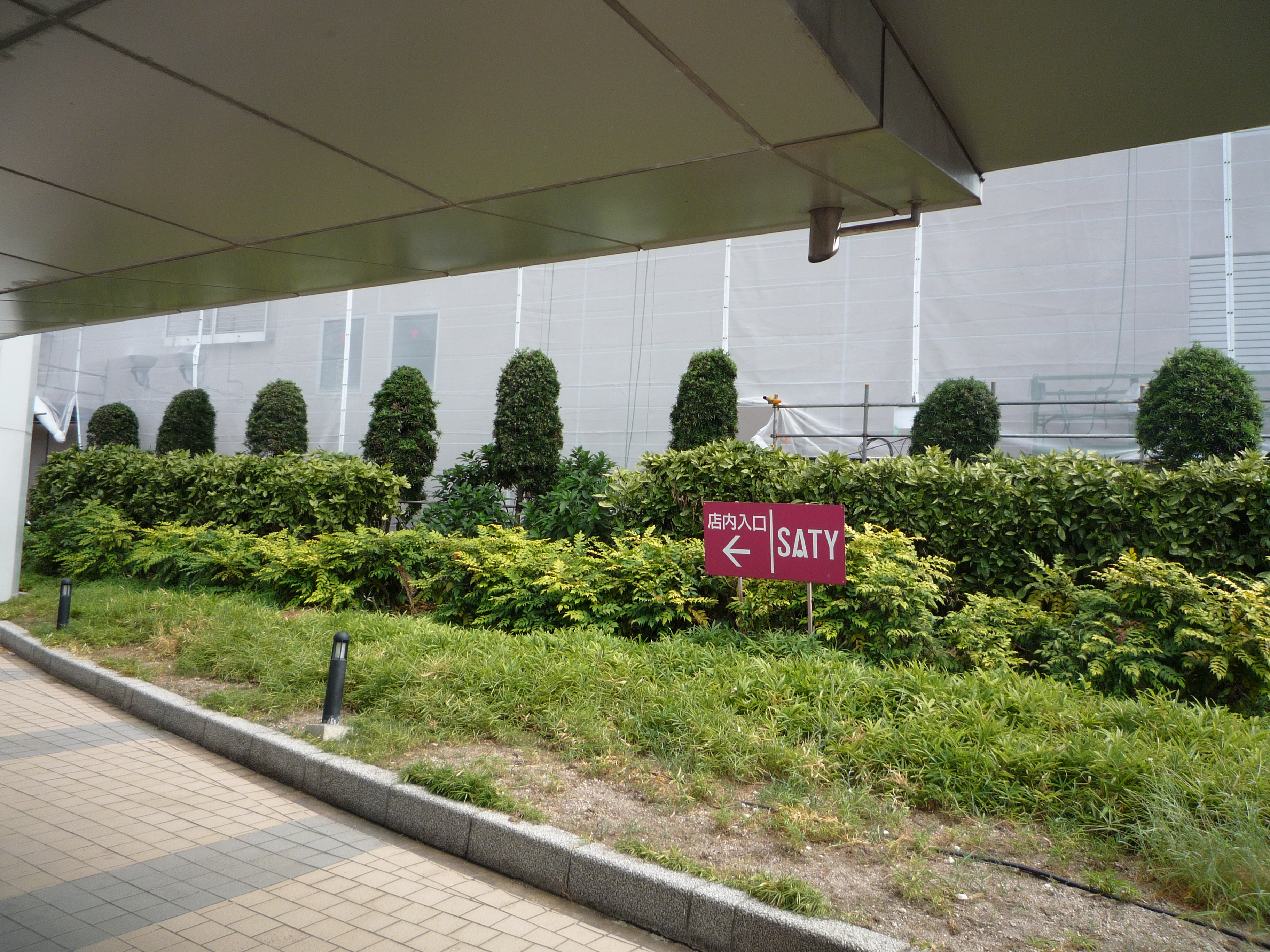
緑地スペース

## オフィス棟
1998年（平成10年）4月のオフィス棟開業時に、富士通がキーテナントとして進出した。キーテナントの富士通本体及び、富士通関連会社がオフィスを構え、富士通中国システムズの本社にもなっていた。
なお、富士通及び関連会社は広電ビル跡地に建設された広島トランヴェールビルディングに2012年に移転している。
企業以外に診療所・英会話教室などもテナントとして入居している。

## 商業棟
イオングループ（旧マイカルグループ）がテナントとして入居している。
1997年（平成9年）10月の商業棟開業時に、『広島サティ』や『ワーナー・マイカル・シネマズ広島』が出店した。
商業棟に入店する店舗は、1997年（平成9年）10月から2011年（平成23年）7月までは『広島サティ』が、2011年（平成23年）10月から、イオンモールが運営する『広島段原ショッピングセンター』が出店。
また、『マックスバリュ西日本本社』及び『イオンリテール中四国カンパニーオフィス』が入居している。
なお、『ワーナー・マイカル・シネマズ広島』に関しては、サティ閉鎖後に行われている商業棟の改装工事施工中にも営業を続け、後継商業施設でも営業している（現在は『イオンシネマ広島』に改称済。詳しくは後記）。

### 広島サティ
広島サティ（ひろしまサティ）は、広島イーストの商業棟に出店していたショッピングセンターである。
マイカルにより比治山の東側に1997年（平成9年）10月1日午前9時に『広島サティ』がオープンした。開店時は、『広島サティ』のほか『段原サティ』や『広島段原サティ』の呼び方もされていた。
運営会社は、開業時から2011年（平成23年）3月1日の運営会社統合までは、マイカルによる運営。その後はイオンリテールが運営を行った。
店舗棟は地上7階、地下1階で、核テナントのサティが1階から5階の中央部に売り場があり、1階に食品売り場を設けていた。
その外周部に58の専門店、6階シネマコンプレックスのワーナー・マイカル・シネマズ広島と飲食街、7階にアミューズメントスペース『ダイナレックス』で構成ていた。
マイカルの更生手続き中の2004年（平成16年）3月に、大規模なリニューアルを行った。
2010年（平成22年）12月25日付の中国新聞に、2011年（平成23年）7月18日に建物の75%を占めるサティ直営部分は閉鎖する予定であると、2010年（平成22年）12月22日にテナントに対し文書で通知したと報道された。2000年代に入り、同じグループになったイオンや、同業のゆめタウンなどの競合店が増加。売上高がピーク時より半減し、駐車場スペースが少ないことが閉店理由になったとしていた。
ただし、『ワーナー・マイカル・シネマズ広島』は存続方向で検討していると報道され、テナントの一部は継続についての意思確認を行うとも報じられた。報道の中でマイカルのコメントも掲載されていた。
そして、2011年（平成23年）7月18日に広島サティは閉店。14年半以上の歴史に幕を閉じた。
閉店することが決定していたため、2011年3月にジャスコ・サティ店舗のブランド統一後も唯一『広島サティ』の店名のまま営業を継続し、当店の閉店で『サティ』ブランドは名実共に27年間の歴史に幕を下ろした。
広島サティの跡地については、イオンは撤退せず、2011年10月にイオンモールにマネジメント会社を変更し、総合小売店ではなくスーパーマーケットを核店舗にした、広島段原ショッピングセンターとして再開した。
シネマコンプレックスは、その店舗の一部として継続営業している。

### 広島段原ショッピングセンター
広島段原ショッピングセンター（ひろしまだんばらショッピングセンター）は、イオンモールが広島サティの跡地（広島イーストの商業棟）に出店したショッピングセンターである。
2011年（平成23年）6月9日付の中国新聞に、イオンがマックスバリュ西日本（兵庫県姫路市）の本社を広島サティ建物内に移す方針を固めたと報じた。記事では、ワーナー・マイカル・シネマズ及び一部専門店などの継続出店、マックスバリュ西日本の店舗出店も報じている。
2011年（平成23年）7月16日に、マックスバリュ西日本の取締役会で、本社を広島イーストビル5階（広島サティ）に、同年10月上旬に移転する計画を承認した。また地元新聞の報道で、イオンリテール中四国カンパニーの事務所も移転すると報じている。ただ、その報道時点では、マックスバリュ西日本本社以外の詳細は不明だった。
その後、2011年（平成23年）8月1日のイオンモールのプレスリリースで、以前報道されていた『マックスバリュ西日本本社』以外の詳細な利用法について発表された。5階に『マックスバリュ西日本本社』及び『イオンリテール中四国カンパニーオフィス』の事務所設置(その後、イオン銀行広島法人営業部も、旧日本振興銀行広島店跡地から同フロアに移設)。5階以外は『広島段原ショッピングセンター』として1階にマックスバリュ、それ以外の階には、継続営業となる6階のシネマ（後述）をはじめとする、テナントが約50店舗入居する事が明らかにされた。
2011年（平成23年）9月16日のイオンモールとマックスバリュ西日本の共同プレスリリースで、『マックスバリュ段原店』の先行オープンを発表し、同年9月21日に食品スーパー部分が先行オープンした。
2011年（平成23年）10月3日のマックスバリュ西日本のプレスリリースで、移転先所在地を『広島イーストビル5階』から『広島段原ショッピングセンター5階』に修正した。また、正式な移転日時も同月11日にすることを発表した。登記上本店の移転は株主総会での議決を必要とするため、定時株主総会が行われた2012年（平成24年）5月15日付となっている。
2011年（平成23年）11月11日のイオンモールのプレスリリースで第2期オープンを発表し、同年11月18日に2階-4階・6階に専門店20店舗が新たにオープン（1階と4階の一部店舗は12月に順次開業予定）。併せて、1階・2階・6階の専門店の一部はフロア内で移転を行った。
2023年（令和5年）10月11日、2024年（令和6年）3月1日に株式会社フジがフジ・リテイリング、マックスバリュ西日本を合併する事に伴い、同日に本社機能を当ビル内に移転することが発表された（フジの本店は同社の創業地の愛媛県松山市に残される）。

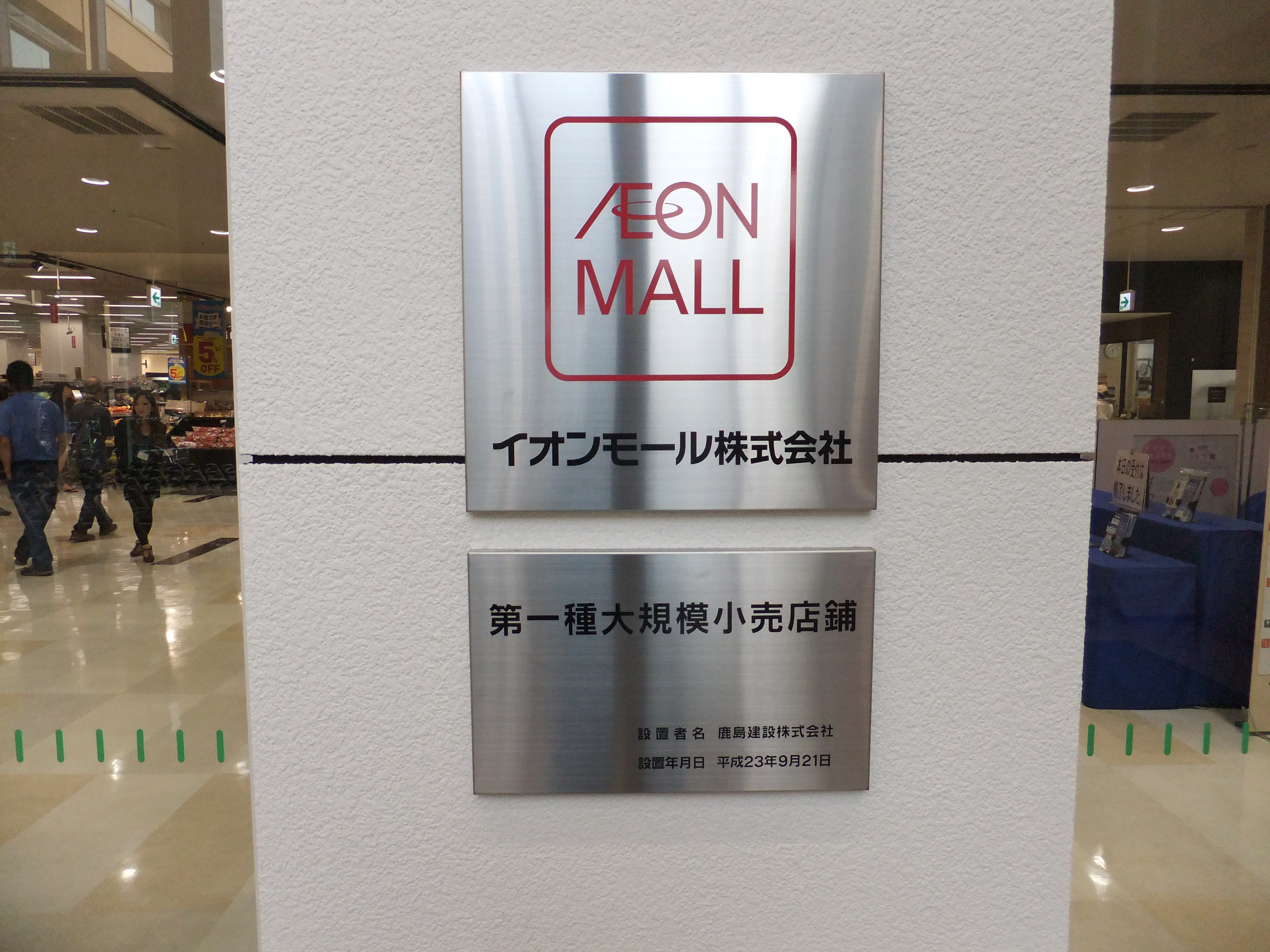
「第一種大規模小売店舗」の表示板とイオンモールのロゴが入った看板

### イオンシネマ広島
イオンシネマ広島（イオンシネマひろしま）は、イオンエンターテイメントが運営する広島段原ショッピングセンター6Fの映画館である。
広島サティのオープンに合わせて、『マルチプレックスシネマ出た。』のキャッチコピーで1997年（平成9年）10月1日にワーナー・マイカル・シネマズ広島としてオープンした。広島県初のシネマコンプレックスになる。
7スクリーンあり、一番入場人数が多いシアター1が422人収容で、7スクリーン合計1,328人収容できる。
先述の通り、広島サティ自体は2011年7月18日をもって閉店したが、ワーナーマイカルシネマ広島については引き続き営業を続けた。2013年7月1日にワーナー・マイカルとイオンシネマズの経営統合・名称統一に伴いイオンシネマ広島に改称し、広島段原ショッピングセンターの映画館として継承され、営業している。
近年では、サイン類の更新などを受けた。
［座席数表］2025年1月6日改正
※HFR：ハイ・フレーム・レート
| シアター名  | 一般座席数 （車いす席含む） | 車いす席数 | 備考           |
| ----------- | --------------------------- | ---------- | -------------- |
| 1スクリーン | 425席                       | 3席        | 3D対応 HFR対応 |
| 2スクリーン | 162席                       | 3席        |                |
| 3スクリーン | 137席                       | 3席        |                |
| 4スクリーン | 171席                       | 3席        | 3D対応         |
| 5スクリーン | 137席                       | 3席        |                |
| 6スクリーン | 150席                       | 3席        |                |
| 7スクリーン | 146席                       | 3席        | 3D対応         |
| 合計        | 1,328席                     | 21席       |                |

## 交通アクセス
- バス 段原中央バス停下車[19]
  - 302,301まちのわループなど（広電バス・広島バス・広島交通）：（広島駅南口4番乗り場・的場町方面） - 段原中央 - （大学病院入口・大学病院前方面）
  - 23-1 横県線（段原経由 広島バス[20]）：（紙屋町・八丁堀方面） - 段原中央 - （大学病院入口・大学病院前方面）
- 路面電車 広島電鉄皆実線（5号線） 比治山下電停下車
  - 電停から徒歩で比治山トンネルを抜けると少し先の右手に店があるが、電車から行くのはやや遠い場所にある。

## 駐車・駐輪場
駐車場棟は店舗棟に合築され、1,128台駐車する事が出来る。駐車場は商業棟のみではなく、比治山利用時の駐車スペースとしても活用されている。エレベーターは3台あるが、うち1台は本館5階に連絡する7階と、オフィス勤務者専用駐車場の屋上専用のため関係者以外使用禁止。
地下と広島段原SC前・周辺に駐輪スペースを設けている。
［基本料金］220円/60分
［20日・30日お客さま感謝デー］3時間無料
［専門店］お買い上げ・お食事で2時間無料
［マックスバリュ］お買い上げで1時間無料
［イオンシネマ］映画の上映時間分無料
最大5時間まで無料